# Natasha Lacy
Natasha Lacy (ur. 8 lipca 1985 w El Paso) – amerykańska koszykarka, grająca na pozycji rozgrywającej, obecnie asystentka trenera drużyny akademickiej Indy Pirates.
9 września 2019 została asystentką trenera Indy Pirates.

## Osiągnięcia
Na podstawie, o ile nie zaznaczono inaczej.

### NCAA
- Uczestniczka rozgrywek:
  - II rundy turnieju NCAA (2004, 2006, 2008)
  - turnieju NCAA (2004–2006)
- Mistrzyni:
  - turnieju konferencji USA (2005)
  - sezonu regularnego konferencji USA (2008)
- Zaliczona do:
  - I składu:
    - najlepszych pierwszorocznych zawodniczek konferencji USA (2004)
    - turnieju konferencji USA (2004)

  - II składu All-Mountain (2006)
  - III składu konferencji USA (2005)

### Drużynowe
- Mistrzyni:
  - ligi środkowoeuropejskiej (2013)
  - Słowacji (2013)
- Wicemistrzyni Izraela (2010)
- Zdobywczyni Pucharu Słowacji (2013)

### Indywidualne
- Zaliczona do Galerii Sław Koszykówki El Paso[1]
- Liderka:
  - w asystach:
    - Eurocup (2015)
    - ligi tureckiej (2012, 2014, 2015)

  - w przechwytach ligi tureckiej (2012)